# Солнечное затмение на Луне

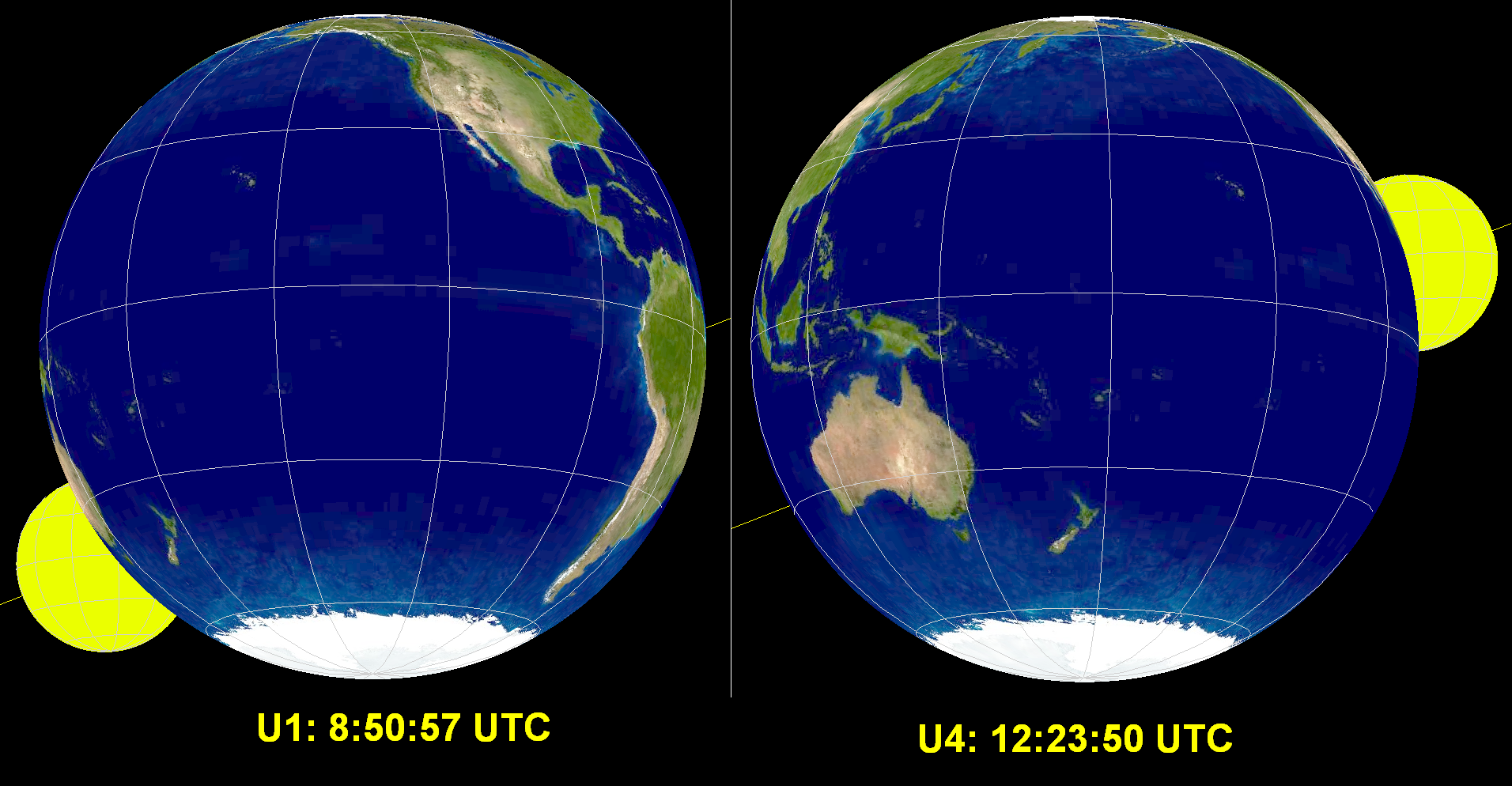
Симуляция затмения 28 августа 2007, видимого из центральной области Луны

Солнечное затмение на Луне — астрономическое явление, которое происходит, когда Луна, Земля и Солнце выстраиваются на одной линии, при этом Земля располагается между Луной и Солнцем. Тень от Земли при этом падает на Луну, что наблюдается с Земли как лунное затмение. В этот момент с Луны можно наблюдать солнечное затмение, при котором земной диск загораживает собой солнечный диск. Таким образом, солнечные затмения на Луне происходят так же часто, как на Земле лунные, при этом продолжительность полной фазы солнечного затмения, видимого с Луны, при центральном затмении может достигать 2,8 часа. Поскольку Луна всё время обращена к Земле одной стороной, солнечные затмения на Луне могут наблюдаться только на видимой стороне Луны.
Видимый с Луны угловой размер Земли примерно в 2,7 раза больше, чем Солнца, поэтому как обычные, так и полные солнечные затмения на видимой стороне Луны происходят в несколько раз чаще, чем на Земле, а доля полных солнечных затмений среди всех затмений на Луне гораздо выше, чем на Земле.

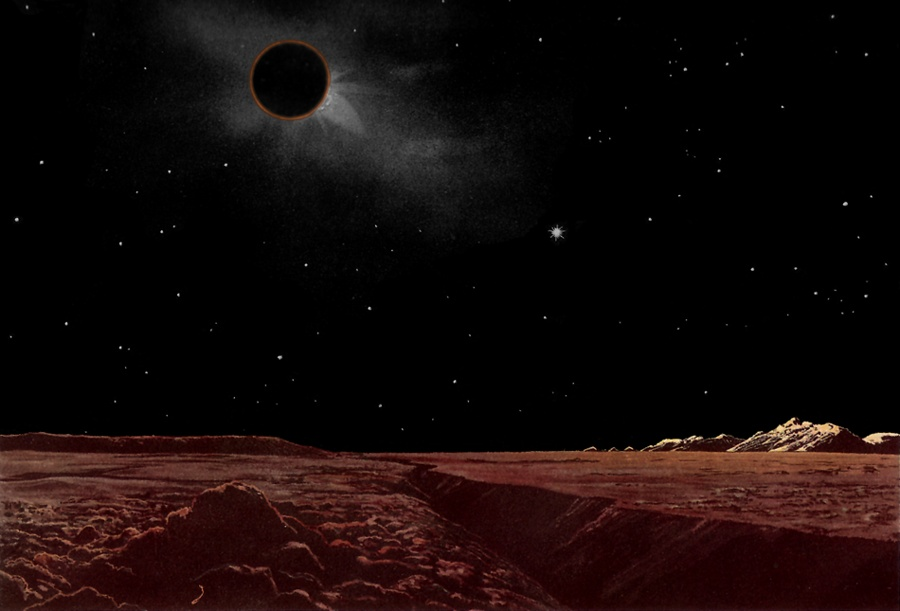
Картина французского художника Люсьена Рюдо, демонстрирующая, как может выглядеть освещение при солнечном затмении на Луне

Первые снимки солнечного затмения с поверхности Луны были запечатлены во время полного лунного затмения 14 марта 2025 года с посадочного модуля Blue Ghost.